# Estación Maipú (Chile)
Maipú fue una antigua estación ferroviaria perteneciente al tren Santiago a Cartagena con destino al balneario de Cartagena. Estaba ubicada en las cercanías de Avenida Pajaritos con Camino a Melipilla, en la comuna de Maipú.
No obstante, iba a estar incorporada en el tramo Metrotrén del proyecto ferroviario Alameda a Melipilla, siendo finalmente descartada.

## Historia
A partir de 1910, la comuna de Maipú tenía como sistema de transporte ferroviario a un Carro de Sangre, que llegaba al sitio en donde se emplazaría la estación de trenes. Esta vía, llamada "Ferrocarril Urbano de Maipú" y renombrada en 1918 a "Ferrocarril Urbano Campos de Batalla de Maipú" a causa del Centenario de Chile, poseía 3 km de longitud y una trocha de 750 mm. Se seguía describiendo hasta la década de 1930.
Desde el siglo XX que existieron proyectos de construcción de un ferrocarril entre Maipú y Viña del Mar, pero todos fueron descartados.
A causa del terremoto de Valparaíso de 1906, la estación debió recibir un presupuesto de $8810 pesos para su reparación.
En 1956, un convoy en dirección a Cartagena sufre un accidente ferroviario en las proximidades de la estación, dejando 23 muertos y 128 heridos.
En 1987 se suprimieron todos los servicios de transporte turístico en la línea. En 1997 la estación ya solamente servía como sitio de carga y no de pasajeros.
La estación iba a estar incorporada en el tramo Metrotrén de este servicio de tren de cercanías, sin embargo la estación fue descartada del proyecto.
En 2006 se expropia el inmueble presente en el terreno de la estación, para dar paso a las obras de la ruta 78 que cruza Pajaritos, y dar paso a la construcción del corredor Pajaritos Sur. Actualmente no quedan restos de la estación.

### Metrotren Melipilla
Aunque la estación entró en desuso, en 1997 la vía férrea fue propuesta para ser reutilizada como un moderno servicio de trenes interurbanos que conectase a la Estación Central con Estación Melipilla, teniendo una parada en una estación en el mismo sitio que la estación Maipú, llamado "Estación Pajaritos", debido a su ubicación junto con la Avenida Pajaritos. Sin embargo, el proyecto quedó archivado.
El año 2013 se anuncia la construcción del servicio Melitrén, cuyo proyecto preveía una estación en el mismo lugar que en la antigua estación Maipú pero siendo rebautizada también como Pajaritos. En 2013, dentro de la serie de propuestas incorporadas en el Plan Maestro de Transporte Santiago 2025 del Ministerio de Transporte y Telecomunicaciones se presentó una hipotética extensión de la Línea 5 del Metro de Santiago desde la Plaza de Maipú hasta la exestación. Sin embargo, la estación fue descartada del proyecto durante el proceso de evaluación ambiental debido a su ubicación en una zona de almacenamiento de combustibles, en el cual la construcción está restringida por el plan regulador comunal de Maipú.